# 위험한 유혹 (2002년 영화)
《위험한 유혹》(영어: Swimfan)은 미국에서 제작된 존 폴슨 감독의 2002년 청춘 심리 스릴러 영화이다. 제시 브래드퍼드, 에리카 크리스턴슨, 시리 애플비 등이 출연하였고, 존 페노티 등이 제작에 참여하였다.

## 줄거리
벤은 고등학교 수영 팀의 스타로 스탠퍼드 대학교 장학금 입학 기회를 노리고 있으며 자신을 끔찍이 위해 주는 여자친구 매디슨도 있다. 창창했던 벤의 미래는 에이미가 벤에게 접근해 유혹하고 벤이 이에 응해 하룻밤 관계를 가지면서 순식간에 거꾸러진다.

## 출연진
- 제시 브래드퍼드 - 벤 크로닌 역
- 에리카 크리스턴슨 - 매디슨 벨 역
- 시리 애플비 - 에이미 밀러 역
- 케이트 버턴 - 칼라 크로닌 역
- 클레인 크로퍼드 - 조시 역
- 제이슨 리터 - 랜디 역
- 댄 허데이야 - 심킨스 코치 역
- 닉 샌다우 - 존 제이블 형사 역
- 패멀라 아이작스 - 이건 부인 역
- 필리스 서머빌 - 그레천 아줌마 역
- 제임스 디벨로 - 크리스토퍼 역

## 기타 제작진
- 공동 제작: 마시 드로긴, 제이미 고든
- 협력 제작: 코트니 포츠
- 배역: 민디 마린, 어맨다 하딩
- 미술: 칼리나 이바노프
- 의상: 아르준 바신
- 음악 감독: 앨릭스 스타이어마크
- 영화 주제곡 작곡: 존 데브니